# Poggetello
Poggetello è una frazione del comune di Tagliacozzo (AQ), in Abruzzo.

## Geografia fisica
Il borgo è situato a 814 m s.l.m. su una collina posta tra il monte Velino e la catena montuosa dei Simbruini, sul versante occidentale della provincia dell'Aquila. Confina a nord con il comune di Sante Marie, a sud con Tagliacozzo e i piani Palentini, ad est con il monte Faito e il territorio della riserva naturale Monte Velino, ad ovest con i territori di Tremonti e Roccacerro.
Dista circa 3 chilometri dal capoluogo comunale.

## Storia

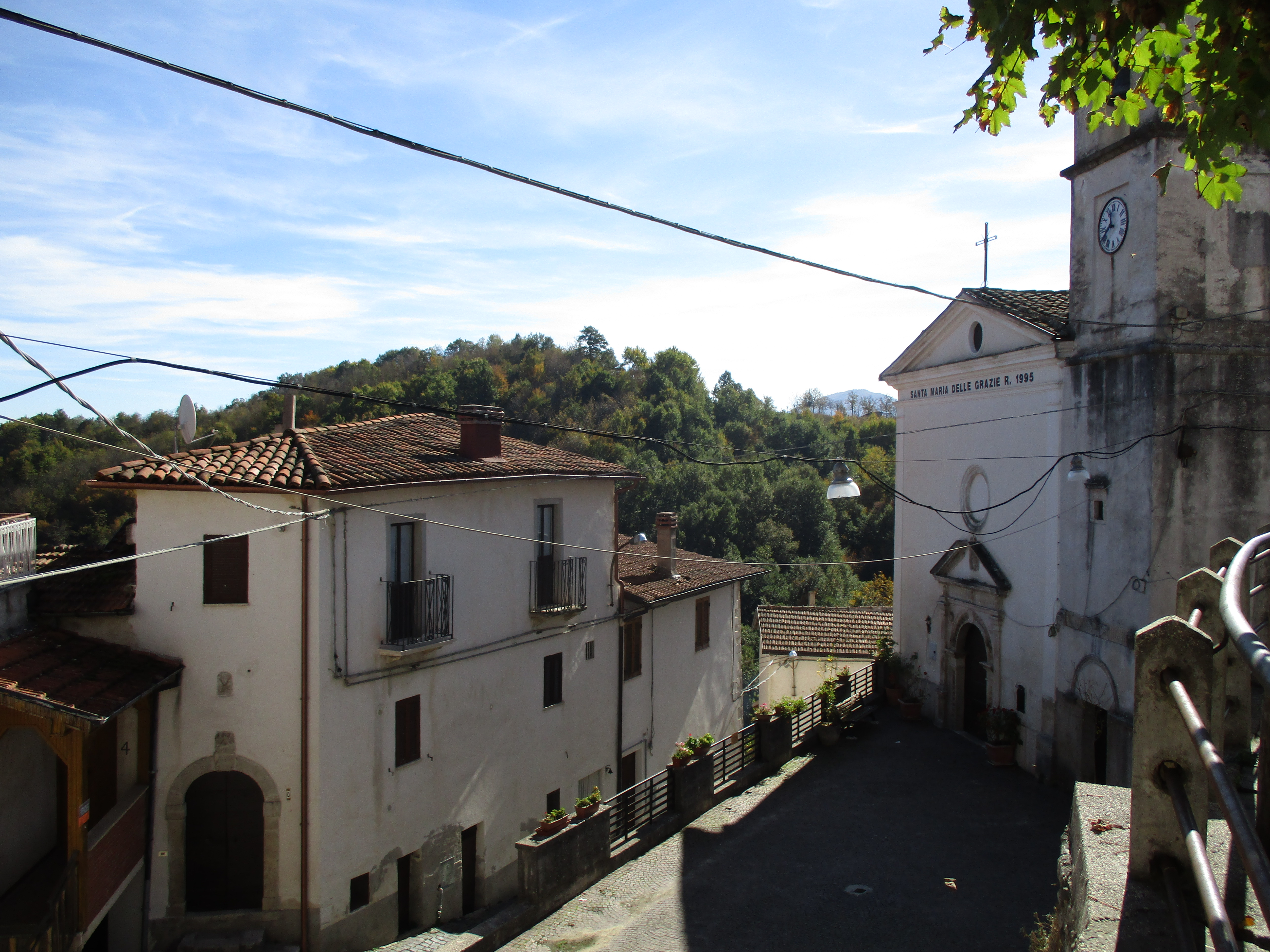
Scorcio fotografico del borgo

Il toponimo appare con il termine latino "Podium" nel Catalogo dei Baroni riferendosi con ogni probabilità al contemporaneo centro di Poggetello. Di certo i toponimi "Podium in Marsi" o semplicemente "Podio" appaiono in documenti ecclesiastici e catasti dal XII secolo in poi, tra cui la bolla papale di Alessandro III del 1171 e quella di Clemente III, datata 1188 in cui la chiesa di Santa Maria risultò soggetta al monastero dei Santi Cosma e Damiano, il più antico edificio religioso di Tagliacozzo risalente all'VIII secolo.
Dalla seconda metà del XIII secolo il borgo venne governato da diversi feudatari seguendo le vicende storiche delle contee di Albe e Tagliacozzo che portarono prima la famiglia Orsini che governò il territorio unitamente ai rappresentanti della famiglia De Ponte e a partire dagli ultimi anni del XV secolo la famiglia Colonna al controllo di gran parte del territorio della Marsica con Fabrizio I.
Fino agli inizi del XVI secolo il borgo, incluso nel ducato di Tagliacozzo, venne citato con il nome di Podium Bufare (Poggio Bufaio o Poggio della Bufara), dal termine latino "bufo" o "bufonis" che indicava un luogo paludoso in cui erano presenti i rospi. L'antico toponimo andò modificandosi a cominciare dal Cinquecento in Pojetello, Poitello e Pogitello o Poggitello.
In epoca moderna il paese ha subito gravi danni dal terremoto della Marsica del 1915 e nel secondo dopoguerra, come gran parte dei centri montani dell'Abruzzo, si è spopolato a causa dell'emigrazione per motivi lavorativi verso le grandi città, in particolare verso la capitale.

## Monumenti e luoghi d'interesse

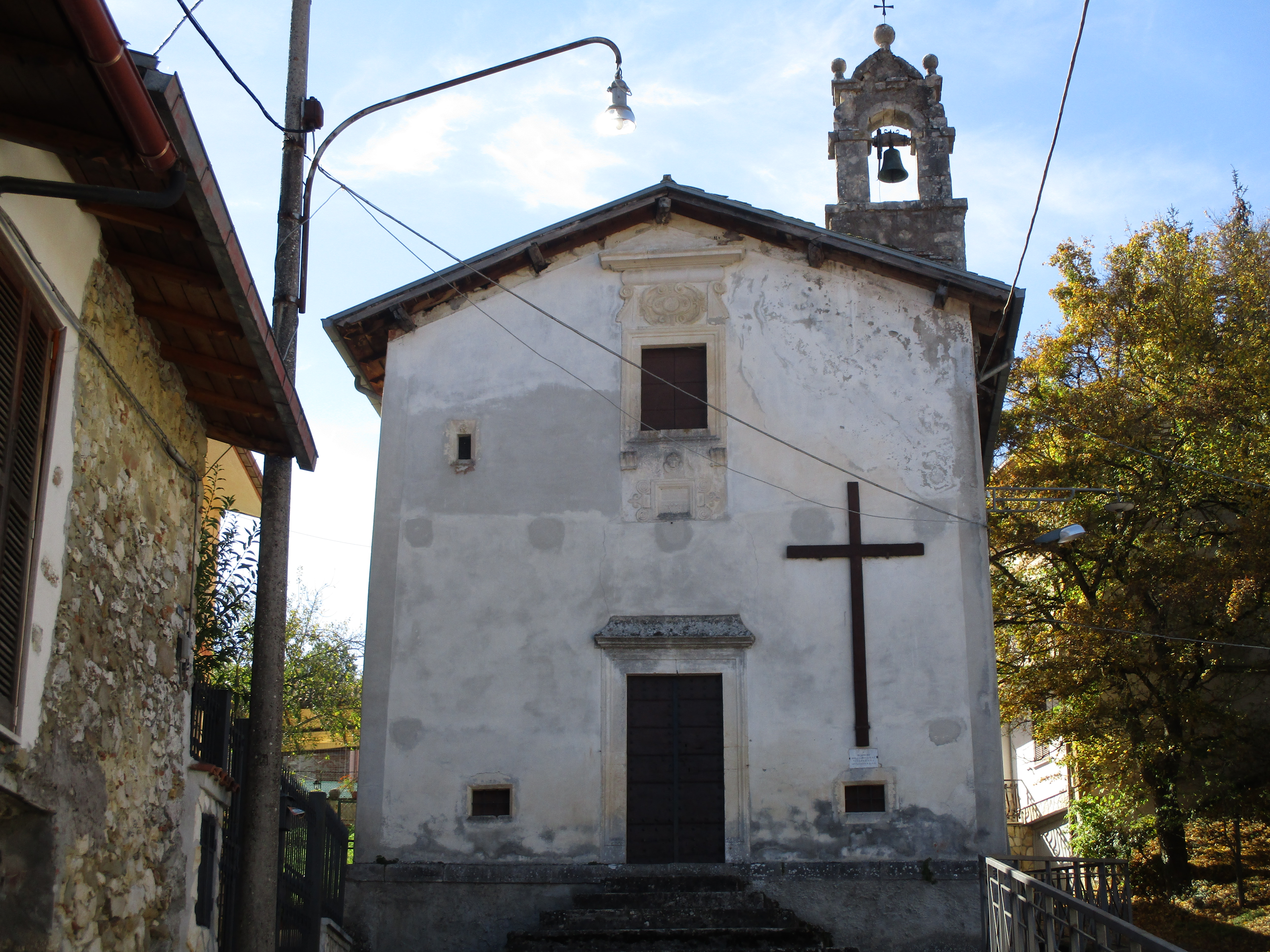
Chiesa di San Rocco

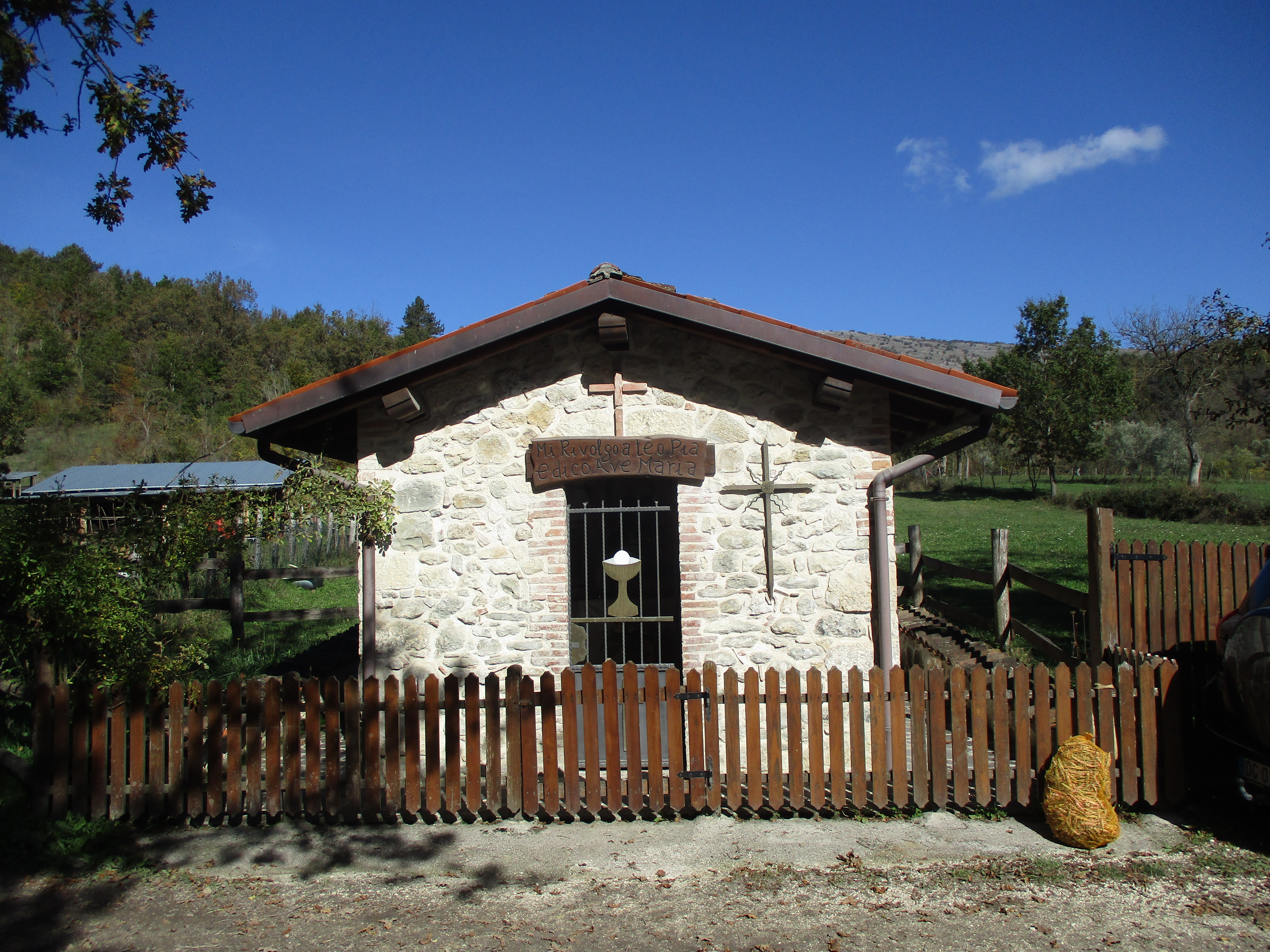
Chiesetta dell'Immaginetta

### Architetture religiose
- Chiesa di Santa Maria delle Grazie in origine e fino alla metà del Settecento dedicata a Maria Immacolata[13]. Danneggiata dal sisma del 1915 venne restaurata negli anni cinquanta[14].
- Chiesa di San Rocco, edificata nel XVII secolo a seguito di un'epidemia di peste che nel Seicento decimò la popolazione[15].
- Chiesetta dell'Immaginetta restaurata nel 1978.
- Chiese scomparse dei conventi di Santa Lucia alle Fornaci e di San Salvatore.

### Aree naturali
- Monte Faito
- Piani Palentini
- Imele

## Società

### Tradizioni e folclore
Nella prima domenica dopo Ferragosto si celebra la festa patronale in onore di san Rocco che si conclude con il ballo della Pupazza (Pantàsema).

## Infrastrutture e trasporti

### Strade
- La strada statale 5 Via Tiburtina Valeria collega in località Le Crete il borgo a Tagliacozzo ed Avezzano in direzione sud e a Sante Marie e Carsoli in direzione nord.